# السيد احمد (النادرة)

تعديل مصدري - تعديل

السيد احمد محلة تابعة لقرية ذي قودان، التابعة لعزلة المفتاح الاعلى بمديرية النادرة إحدى مديريات محافظة إب في الجمهورية اليمنية، بلغ تعداد سكانها 48 حسب تعداد اليمن لعام 2004.